# Павло-Ивановское
Павло-Ивановское (укр. Павло-Іванівське) — село,
Городнянский городской совет,
Городнянский район,
Черниговская область,
Украина.
Код КОАТУУ — 7421410103. Население по переписи 2001 года составляло 11 человек .

## Географическое положение
Село находится на расстоянии в 1 км от села Вокзал-Городня. Рядом проходит железная дорога, станция Городня в 2-х км.